# Leandro Damião
Leandro Damião (født 22. juli 1989) er en brasiliansk fodboldspiller. Han har tidligere spillet for Brasiliens landshold.
Han har spillet 17 landskampe for Brasilien.